# Dobit
Dobit ili profit označava razliku između prihoda i troškova (rashoda). Prihod mora biti veći od troškova. Ako su prihodi manji od troškova, tj. dobit ima negativnu vrijednost, kaže se da tvrtka ima gubitak (manjak ili deficit). 
Dobit označava zaradu, tj. pozitivnu razliku u odnosu uloženog i dobivenog.
Riječ vuče svoje korijene još iz latinskoga jezika, u kojemu označava pravljenje (ostvarivanje) napretka, a izravno u hrvatski jezik dolazi od francuske riječi »profit« - označava pozitivan prihod na ulaganje pojedinca, tvrtke ili poslovnoga subjekta.
Pojam profit razlikuje se među ekonomskim školama, tako da postoje dva značenja: kapitalistički i marksistički. Danas se uglavnom kapitalističko značenje profita uzima kao valjano.
Dobit može biti i plaća za rad poduzetnika.